# Atelier breton d'art chrétien
L'Atelier breton d'art chrétien Strollad An Droellen (la spirale) est créé en 1929.
C'est une structure dans laquelle devaient collaborer étroitement artistes et artisans. L'idée était de fonder une association réunissant des professionnels reconnus de l'art, ayant une foi chrétienne profonde et s'engageant à respecter une voix artistique précise : « S'inspirer de la tradition bretonne authentique (...) et la rénover dans un sens moderne en conformité avec l'esprit liturgique le plus pur. »
Les membres fondateurs de l'atelier étaient au nombre de six :
- James Bouillé, architecte ;
- Xavier de Langlais, peintre et écrivain ;
- Jules-Charles Le Bozec, sculpteur ;
- Mme de Planhol, Atelier pour la beauté du culte divin à Saint-Brieuc ;
- Melle Ménard, maître-verrier ou Paul Rault maître-verrier[1]
- René Desury, orfèvre à Saint-Brieuc.

Tous les artistes de l'Atelier ont apporté leur contribution à la construction de la chapelle de l'Institution Saint-Joseph de Lannion de 1935 à 1938.
L'Atelier cessa ses activités au lendemain de la Libération, ayant perdu son élément fédérateur, avec le décès de James Bouillé en juin 1945.